# Pristigasteridae
Famille
Les Pristigasteridae sont une famille de poissons de l'ordre des Clupeiformes qui se rencontrent dans tous les milieux depuis l'eau douce jusqu'à l'eau de mer. .

## Liste des genres
Selon World Register of Marine Species (19 janvier 2025) :
- Chirocentrodon Günther, 1868
- Ilisha Richardson, 1846
- Neoopisthopterus Hildebrand, 1948
- Odontognathus Lacepède, 1800
- Opisthopterus Gill, 1861
- Pellona Valenciennes, 1847
- Pristigaster Cuvier, 1816
- Raconda Gray, 1831

## Systématique
Le nom valide complet (avec auteur) de ce taxon est Pristigasteridae Bleeker, 1872.

### Étymologie
La famille des Pristigasteridae reprend l'étymologie du genre Pristigaster qui est la combinaison du grec ancien πριστός (pristós), « cranté », et γαστήρ (gastḗr), « ventre », et fait référence aux écailles en forme de scie présentes sur la partie ventrale.